# Pleše
Pleše je zaselek v Občini Škofljica.